# Enrique Santoyo
Enrique Santoyo Villa (Zacatecas, Zacatecas, 2 de octubre de 1936-Ciudad de México, 15 de junio de 2016) fue un reconocido ingeniero civil mexicano especializado en mecánica de suelos e ingeniería geotécnica. Realizó importantes aportaciones en técnicas de exploración y construcción geotécnica que han sido utilizadas y adaptadas en todo el mundo. Hasta el final de su vida estuvo vinculado en varios de los proyectos más importantes en su país y algunas partes de Latinoamérica.

## Vida profesional
Estudió la licenciatura en Ingeniería Civil y la maestría en Mecánica de Suelos en la Universidad Nacional Autónoma de México (UNAM), donde adquirió un profundo gusto por la ingeniería estructural al ser alumno del ingeniero y político Heberto Castillo, pero al salir de la carrera consiguió trabajo como ingeniero en Solum que entonces era la mayor empresa mexicana especializada en ingeniería y construcción geotécnica, donde después de poco tiempo logró convertirse en jefe de exploraciones geotécnicas, ejerciendo el puesto durante 7 años. Ahí conoció a Enrique Taméz González, a quién consideró como su primer mentor y que varios años después se convertiría en su socio.
En 1981 se asoció con Enrique Taméz González y algunos otros ingenieros para formar TGC Geotecnia, una de las empresas de ingeniería geotécnica más importantes de México. 
En toda su vida profesional participó en más de 2500 estudios del subsuelo en México, Colombia, Ecuador, Perú, Nicaragua, Costa Rica, El Salvador y Panamá, dentro de los que destacan la Rectificación Geométrica de la Catedral Metropolitana de la Ciudad de México, la Rectificación Geométrica de la Torre de Pisa y el último en el que estuvo trabajando fue el Nuevo Aeropuerto Internacional de la Ciudad de México (NAICM).

## Investigación y docencia
A su salida de Solum buscó ingresar a la ahora extinta Secretaría de Recursos Hidráulicos, debido a su amplia experiencia en proyectos de presas; sin embargo en el proceso fue recomendado para ingresar como investigador en el Instituto de Ingeniería de la UNAM, donde trabajó por 14 años y donde fue discípulo del distinguido ingeniero Raúl J. Marsal y compañero de otros importantes ingenieros geotecnistas como Jesús Alberro Aramburu y Daniel Reséndiz Núñez. Durante ese tiempo también fue profesor de licenciatura y posgrado, así como jefe de la Sección de Mecánica de Suelos en la Facultad de Ingeniería de la misma universidad.

## Publicaciones y divulgación científica
Fue autor y coautor de unos 150 artículos técnicos y coautor de 7 libros e impartió conferencias en México, Ecuador, Costa Rica, El Salvador, Colombia, Perú, Nicaragua, Brasil, Estados Unidos, España, Italia, Rusia, Japón y Santo Domingo.
Dentro de sus más reconocidas obras se tiene:
-Exploración de suelos, Vigésima conferencia Nabor Carrillo, editado por la Sociedad Mexicana de Ingeniería Geotécnica (SMIG)

## Distinciones
- Profesor titulado por la Universidad Nacional Autónoma de México.
- Premio José A. Cuevas en 1993 del Colegio de Ingenieros Civiles de México.
- Premio Javier Barros Sierra en 1999 y 2003 del Colegio de Ingenieros Civiles de México.
- Miembro de Número de la Academia Mexicana de Ingeniería.
- Miembro Emérito del Colegio de Ingenieros Civiles de México.
- Medalla Fra Angélico de la Conferencia del Episcopado Mexicano.
- 2° Lugar Premio Ingeniería Civil Ciudad de México.
- Premio Nacional José Carreño Romani de la Asociación Mexicanca de Ingeniería de Vías Terrestres (AMIVTAC).
- Doctor en Arquitectura con Mención honorífica. Facultad de Arquitectura, UNAM.
- Premio ICOMOS Federico Sescosse, compartido con el Dr. Roberto Meli.
- XX Conferencista Nabor Carrillo. Sociedad Mexicana de Ingeniería Geotécnica.
- Premio Francisco de la Maza del Instituto Nacional de Antropología e Historia INAH, junto con 9 Arquitectos Restauradores.
- Premio al Mérito Universitario Antonio Caso, por el Doctorado en Arquitectura, UNAM.
- Doctor honoris causa por la Universidad Científica del Perú.